# Brasília Basquete de 2013
A Brasília Basquete (Braba) de 2013 foi a segunda edição da competição brasileira de basquete masculino adulto organizada pela liga de clubes do Distrito Federal, com a chancela da Federação de Basquetebol do Distrito Federal (FBDF). O torneio serve como classificatório para Copa Brasil Centro-Oeste que, por sua vez, assegura uma vaga na Super Copa Brasil de Basquete. 
Com o crescimento da organização da modalidade na região, competição em 2013 foi disputada por 16 equipes, seis a mais que a edição anterior . Destas, 14 têm sede no Distrito Federal e 2 têm sede em Goiás. 

## Regulamento
A Braba 2013 começou no dia 20 de julho e se estendeu até dezembro, com todas as equipes jogando ente si no primeiro turno da competição. Nas fases seguintes, os times foram divididos conforme seus níveis técnicos.
Na segunda fase, ocorrue um ranqueamento, onde as seis primeiras colocadas na fase inicial se classificaram para a Taça Ouro, a elite do basquete do DF e Entorno. As dez equipes restantes disputaram a Taça de Prata e o título do grupo das equipes em desenvolvimento.
A Taça Ouro foi disputada em turno e returno onde todos jogaram contra todos e, a partir daí, as duas equipes melhor classificadas disputaram o título. Já a Taça de Prata foi disputada em turno único, todos contra todos, e as duas equipes mais bem classificadas disputaram o título.

## Taça de Prata

### 15º Lugar
| 14 de dezembro 13:00 |  | Phoenix/SEST SENAT | – | Parque Basquete |  | Minas Brasília Tênis Clube |  |

### 13º Lugar
| 14 de dezembro 14:45 |  | Ascesa Basquete | – | Luziânia Basquete |  | Minas Brasília Tênis Clube |  |

### 11º Lugar
| 14 de dezembro 14:00 |  | Bronko/Sindilegis | 45–43 | BDA/Laboratório Exame |  | Ginásio da Faculdade Planalto - Iesplan |  |

### 9º Lugar
| 14 de dezembro 15:45 |  | União São Sebastião | 69–85 | UnB |  | Ginásio da Faculdade Planalto - Iesplan |  |

### 7º Lugar (Taça de Prata)
| 14 de dezembro 17:30 |  | Filadélfia/Tríade Concursos | 72–80 | Evolução |  | Ginásio da Faculdade Planalto - Iesplan |  |

## Taça de Ouro

### 5º Lugar
| 14 de dezembro 19:15 |  | Vizinhança | 69–89 | Avabra Brasília |  | Ginásio da Faculdade Planalto - Iesplan |  |

### 3º Lugar
| 15 de dezembro 9:30 |  | Planalto Basquete | 65–55 | APAB Basquete |  | Ginásio da Faculdade Planalto - Iesplan |  |

### Final
| 15 de dezembro 11:15 |  | UniCEUB/BRB/Brasília Sub22 | 56–60 | UniCEUB Universitário |  | Ginásio da Faculdade Planalto - Iesplan |  |

## Premiação
| Brasília Basquete Braba de 2013   |
| Distrito Federal (Brasil)         |
| --------------------------------- |
| UniCEUB Universitário (1º título) |